# Helēna Bitnere
Helēna Bitnere, coniugata Hehta (Riga, 16 dicembre 1935), è un'ex cestista sovietica.

## Carriera
Con l'Unione Sovietica ha disputato i Campionati mondiali del 1959 e due edizioni dei Campionati europei (1958, 1960).